# Ida Johnsen
Ida Johnsen, född 1844, död 1924, var en dansk sjuksköterska. 
Hon utbildades i sjukvård i Louise Conrings diakoniesseanstalt och anställdes 1868 som första sjuksköterska med formell medicinsk utbildning, under en tid när sjuksköterskor vid danska sjukhus i övrigt fortfarande bara var outbildade tjänsteflickor. Hon grundade 1870 Danmarks första sjuksköterskeförening för att verka för att införa den utbildade sjuksköterskan som yrke i Danmark, ett arbete som sedan skulle fortsättas av Charlotte Norrie.